# Isabelle dos Santos Medeiros
Isabelle dos Santos Medeiros más conocida como Isabelle Medeiros (São Paulo, 10 de abril de 1994) es una jugadora de balonmano brasileña que juega de extremo derecho en la División de Honor española para el Club Balonmano Femenino Málaga Costa del Sol.

## Trayectoria
Ha desarrollado toda su vida deportiva en Brasil y en España. Se inició en la cantera de la sección de balonmano del São Paulo Futebol Club, para pasar en 2009 al Esporte Clube Pinheiros. Desde el club brasileño fue fichada en el 2018 por el Málaga Costa del Sol. En su fichaje intervinieron sus compatriotas Gabriela Pessoa y Alice Diva, que pertenecían al club malagueño cuando ella llegó.
Campeona del Mundo Universitaria en 2014 con la selección brasileña, campeona de Liga Nacional en 2016 y campeona del Panamericano de Clubes en 2017, así como Campeona del Sudamericano y centro americano en su primera convocatoria en 2018 con la selección brasileña como carta de presentación para el fichaje por el Málaga

### Málaga Costa del Sol
Formó parte del equipo histórico malagueño que, entre 2020 y 2023 ha conseguido una Liga Guerreras Iberdrola, una Copa de la EHF, dos Copas de la Reina, 1 Supercopa de España y un subcampeonato de Liga, además de varias distinciones individuales, como el premio a la mejor extremo derecho de la liga 2019–20.

### Clubes
- 2009 – 18: Esporte Clube Pinheiros
- 2018 – : Club Balonmano Femenino Málaga Costa del Sol

#### Datos(a fecha de septiembre de 2023):[6]
|          | Liga | Copa | EHF |
| -------- | ---- | ---- | --- |
| Partidos | 118  | 14   | 25  |
| Goles    | 410  | 45   | 80  |

### Selección
Convocada para el Campeonato Sudamericano y centro americano en 2017, ha ido entrando y saliendo de las convocatorias nacionales y no ha tenido continuidad en la  auriverde.

## Palmarés

### Clubes
- 1 x Liga Guerreras Iberdrola (2022–23[7])
- 2 x Copa de la Reina de España (2019–2020,[8] 2021–22[9])
- 1 x Supercopa de España (2021[10])
- 1 x Copa Europea de la EHF (2021[11])
- 1 x Campeonato Panamericano de clubes (2017)
- 1 x Campeona Liga Nacional Brasileña (2016)

### Selección brasileña
- 1 x Campeonato Mundial Universitario (2014)
- 1 x Campeonato Sudamericano y Centro americano (2018)

### Distinciones individuales
- Mejor extremo derecho del Campeonato Panamericano[12] de clubes (2017)
- Mejor Extremo derecho[13] de la liga Iberdrola 2019/2020

## Vida personal
Realizó estudios de marketing en Brasil y actualmente compagina su carrera como jugadora de balonmano con su puesto de SEO en Grupo Raíz Digital. Está casada con la también jugadora Silvia Arderius con la que espera su primer hijo.